# Triphosa petronata
Triphosa petronata är en fjärilsart som beskrevs av Le Cerf 1918. Triphosa petronata ingår i släktet Triphosa och familjen mätare. Inga underarter finns listade i Catalogue of Life.